# Samga-myeon
Samga-myeon (koreanska: 삼가면) är en socken i Sydkorea. Den ligger i kommunen Hapcheon-gun i provinsen Södra Gyeongsang, i den centrala delen av landet, 260 km söder om huvudstaden Seoul.